# Mike Rounds
Marion Michael ”Mike” Rounds, född 24 oktober 1954 i Huron, South Dakota, USA, är en amerikansk republikansk politiker. Han var guvernör i delstaten South Dakota från 2003–2011.
Rounds är äldst av elva barn. Förnamnet Marion fick han efter en farbror som stupade i andra världskriget. Familjen flyttade till Pierre, South Dakota när han var tre år gammal.
Rounds fick 56,8 procent av rösterna i 2002 års guvernörsval mot 41,9 procent för demokraten James W. Abbott. Den 7 januari 2003 kunde Rounds efterträda William Janklow som South Dakotas guvernör. Han omvaldes 2006 med 61,7 procent av rösterna. Demokraten Jack Billion fick 36,1 procent av rösterna. Rounds avgick den 8 januari 2011 och efterträddes då av Dennis Daugaard.
Mike och Jean Rounds är gifta sedan 1978 och de har fyra barn. Rounds är medlem i Columbus riddare.
Under 2017 var Rounds en av 22 senatorer som undertecknade ett brev till president Donald Trump som uppmanade presidenten att få USA att dra sig ur Parisavtalet.